# Trisetum cernuum
Trisetum cernuum là một loài thực vật có hoa trong họ Hòa thảo. Loài này được Trin. miêu tả khoa học đầu tiên năm 1830.